# 史蒂芬斯-強森症候群
史蒂芬斯－強森综合征（英語：Stevens-Johnson syndrome，縮寫SJS），又稱史提芬強生症候群、史帝文生氏－強生症候群、史帝文生－強生症候群，是多型性紅斑（Erythema multiforme）的一種，能影響表皮的細胞死亡，導致真皮與表皮分離，是一種可致命的皮膚疾病。被認為是一種皮膚與黏膜嚴重過敏反應。亦被醫學界認定為是多型性紅斑的嚴重型。雖然多數的個案都是原發的，已知的起因主要是藥物治療而引起的，再則是受到病菌感染及癌症（很少情況）所觸發的。目前多將由藥物造成的症狀的稱為史蒂芬斯-強森症候群，由病毒產生的症狀則稱為多型性紅斑。

## 由來
史提芬斯-強生症候群源自兩位美國的兒科醫生，阿爾伯特·梅森·史蒂芬斯（Albert Mason Stevens）和弗蘭克·錢布利斯·強森（Frank Chambliss Johnson），兩人於1922年在《American Journal of Diseases of Children》聯合發表了一份關於此疾患的描述，因此而被命名。

## 流行病學
史提芬強生症候群是一種罕見疾病，每年大約有1,000,000分之2.6至6.1個個案。在美國，每年大約有300個新症。比較兒童，情況較多發生於成人，而女性較男性普遍，兩性的比例為3:2。

## 分類
在醫學文獻中有個協議指史提芬強生症候群 (SJS)可以被認為是中毒性表皮壞死症
(Toxic epidermal necrolysis)(TEN)的一個較溫和的形式。這個情況在1992年首次得到承認。
兩種疾病可以弄錯為多型紅斑。 多型紅斑有時是由藥物反應造成，但較常的是過敏症反應第四型 (最普遍由單純皰疹引致) 並且相對地是良性的。雖然SJS和TEN都能由感染造成，他們最常都是藥物的不良反應。他們潛在的後果比多型紅斑更危險。

## 症狀

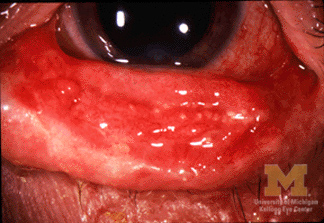
SJS的結膜炎(眼睛和眼皮的炎症)

史蒂芬斯-強森症候群的特徵是會先出現類似流行性感冒的前驅症狀，包括發燒、喉嚨痛、頭痛，接著在皮膚出現錢幣大小的環狀紋（標靶病徵），面積逐漸擴大，隨後出現水疱。患病部位不超過體表面積的9%，若超過體表面積30%以上，則稱為毒性表皮壞死症候群或稱萊爾症狀群（Lyell syndrome）。

## 成因

### 感染
它可以由感染造成，通常是以下的感染，例如：單純性泡疹病毒(herpes simplex virus)、流行性感冒(influenza)、腮腺炎(mumps)、貓爪熱(cat-scratch fever)、組織胞漿菌病(histoplasmosis)、人類疱疹病毒第四型(HHV-4)(Epstein-Barr virus)、肺炎黴漿菌(mycoplasma pneumoniae)或類似感染。

### 藥物
因為藥物過敏 (例如盤尼西林、巴比妥鹽、磺胺劑、普拿疼、抗癲癇藥物等等。)或因為癌症等原因所致，但也有部份是不明原因的。此外亦有病例報告過，一些草藥過敏如人蔘，或毒品如古柯鹼。

### 遺傳
在一些東亞人口研究 (漢人與泰人)，卡馬西平（Carbamazepine）和苯妥英鈉（Phenytoin）與HLA-B*1502 (HLA-B75)會導致史提芬強生症候群有強烈的反應，HLA-B serotype 較寬闊serotype HLA-B15。一項在歐洲的研究建議指出指標基因(Genetic marker)只是與亞洲東部的人有關。根據亞洲人的發現，在歐洲進行相似的研究顯示61%的黃嘌呤誘導史提芬強生症候群/中毒性表皮壞死病患者帶有HLA-B58 (B*5801 對偶基因 - 歐洲人的顯性頻率具代表性地有3%)。一項研究推斷"即使當HLA-B 等位基因表現是高風險因素，至於別嘌醇，解釋病因既不充分也不必要。"

## 治療
治療第一步是要停止造成它過敏的藥物。其處置的原則和燒/燙傷的治療類似，包含給予靜脈水份補充、症狀治療（如止痛等）。迄今它並無特效藥可以處理，類固醇的使用目前尚有爭議，而且可能造成次發性的感染。近年有提出利用化學藥物治療的建議，但尚未達成共識。此外如果眼部也有發病時，應協尋眼科醫生會診。

## 預後
史蒂芬斯-強森症候群是約有百分之五的致命率。目前以史可爾登指數(SCORTEN scale)可以約略估計預後死亡率。其他的併發症包括多重器官衰竭、角膜脫落及失明。

## 個案
- Padma Lakshmi，印度女演員、模特兒、電視名人，及食譜作者。[17]
- Laguna Beach 音樂電視節目的Tessa Keller。[18]
- Sabrina Brierton Johnson, 史提芬強生症候群後失明，家人不能成功控告強生，"Children's Motrin"的製造商。[19]
- Manute Bol, 前職業籃球員及NBA的華盛頓子彈、金州勇士、費城76人、邁阿密熱火的隊員。他因為腎衰竭死於2010年6月19日。[20]
- Julie McCawley，史提芬強生症候群基金會創立者Jean McCawley的女兒，SJS的幸存者。[21]